# Theclinesthes serpentata
Theclinesthes serpentata är en fjärilsart som beskrevs av Herrich-Schäffer 1869. Theclinesthes serpentata ingår i släktet Theclinesthes och familjen juvelvingar. Inga underarter finns listade i Catalogue of Life.

## Bildgalleri

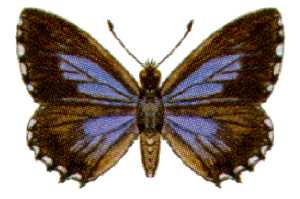